# Neuróticos Anónimos

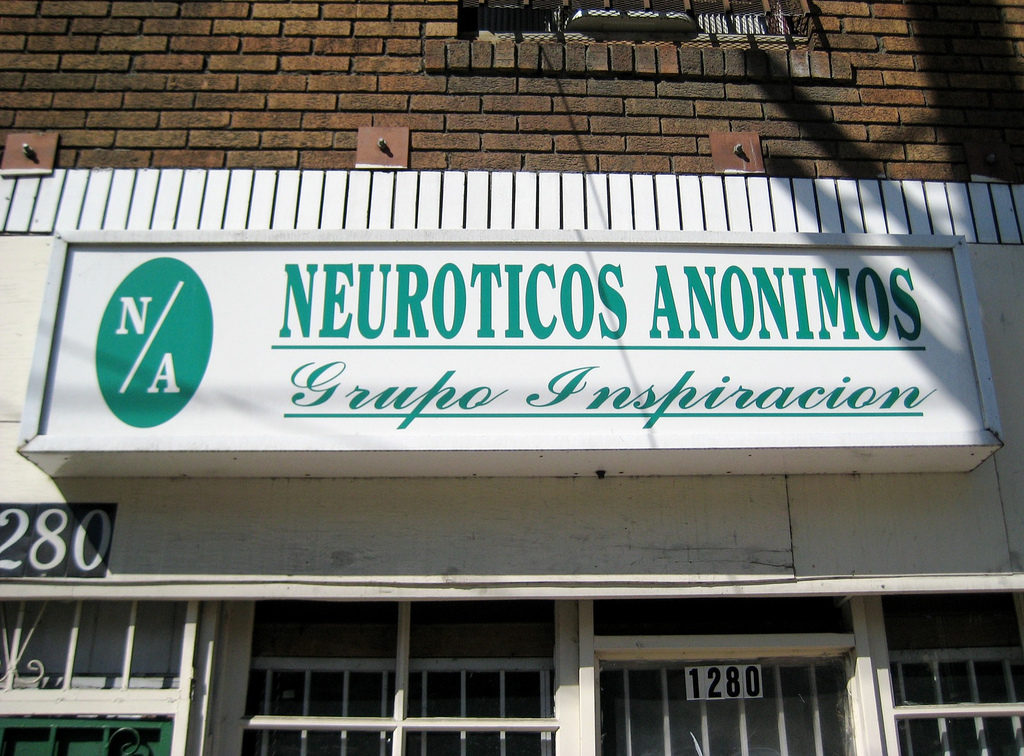
Oficina de Neuróticos Anónimos en Sunset Boulevard en Los Ángeles, California.

Neuróticos Anónimos es una organización sin ánimo de lucro dedicada a ayudar a personas que padecen disturbios emocionales. Su método, basado en la terapia de grupo, se apoya en el método de "Doce Pasos", "Doce Tradiciones" y "Los Doce Conceptos para el servicio mundial" de Alcohólicos Anónimos. 
Los síntomas más comunes que padecen las personas que acuden a la organización son ansiedad, angustia, depresión, ira, sentimiento de soledad y vacío, irritabilidad, culpa o temor. Véase: neurosis.
La organización tiene su origen en Washington D. C., donde fue fundada por Grover Boydston el 3 de febrero de 1964. Neurotics Anonymous International League como sociedad legalmente establecida (NAIL por sus siglas en inglés) creció modestamente hasta que se publicó un artículo sobre ella en la revista Parade. The Associated Press y United Press International publicaron la historia, y comenzaron a formarse grupos de N.A. internacionalmente.

## Expansión
Aunque en Estados Unidos su crecimiento ha quedado casi limitado al público latino, Neuróticos Anónimos actualmente continua extendiéndose por todo el Continente Americano y empieza a darse a conocer en Europa. De esta manera es que en Argentina, Brasil, Uruguay  y México donde se encuentra la mayor concentración de grupos, siguiéndole en número países pequeños como El Salvador, Guatemala y Costa Rica; además de Cuba y otros como Venezuela y Colombia que recién se adhieren al movimiento.